# SG프라이빗에쿼티
SG프라이빗에쿼티 주식회사(영어: SG PRIVATE EQUITY)는 대한민국의 사모펀드 운용사이다. 구조조정에 특화되어 있으며 현재까지 20개 이상의 펀드를 결성하고 약 2조 원에 가까운 자산을 관리하고 있다.

## 역사
2012년에 KTB투자증권 출신인 김진호와 최창해가 공동 창업하였다.

## 투자
- 코스모화학: 2015년에 330억 원을 투자하여 경영 정상화를 이끌어내고 800억 원에 투자금을 회수하였다.
- 재영솔루텍[2]
- 알테오젠[3]
- 상우기업
- 한국특수가스[4]
- 이테크시스템[5]